# 청주시 서원구 (선거구)
청주시 서원구는 대한민국의 국회의원 선거구이다. 충청북도 청주시 서원구 일대를 관할한다. 현 지역구 국회의원은 더불어민주당의 이광희이다.

## 역사
2014년 7월, 청주시와 청원군이 통합하여 통합 청주시가 출범하였다. 이때 청주시 흥덕구 갑 선거구에 해당하는 지역과 청원군에 속해있던 남이면, 현도면 지역을 기반으로 서원구가 설치되었다. 이에 대한민국 제20대 국회의원 선거를 앞두고 서원구 지역을 관할하는 선거구로 신설되었다.

## 관할 구역
| 대수  | 관할 구역          |
| ----- | ------------------ |
| 20대~ | 청주시 서원구 일원 |

## 역대 국회의원
| 선거   | 정당 | 정당         | 의원   |
| ------ | ---- | ------------ | ------ |
| 2016년 |      | 더불어민주당 | 오제세 |
| 2020년 |      | 더불어민주당 | 이장섭 |
| 2024년 |      | 더불어민주당 | 이광희 |

## 역대 선거 결과

### 대한민국 제20대 국회의원 선거
|  | 43.50% |

|  | 42.21% |

|  | 11.55% |

|  | 2.72% |

### 대한민국 제21대 국회의원 선거
|  | 49.85% |

|  | 46.78% |

|  | 2.37% |

|  | 0.97% |

### 대한민국 제22대 국회의원 선거
|  | 52.46% |

|  | 47.53% |

## 같이 보기
- 충청북도의 선거구
- 청주시 서원구